# Pseudodiptera
Pseudodiptera is een geslacht van vlinders van de familie spinneruilen (Erebidae), uit de onderfamilie Arctiinae.

## Soorten
- P. alberici (Dufrane, 1945)
- P. clypeatus (Kiriakoff, 1965)
- P. dufranei (Kiriakoff, 1965)
- P. musiforme Kaye, 1918